# Joseph Armand von Nordmann
Joseph Armand von Nordmann (31 august 1759, Molsheim - 6 iulie 1809, bătălia de la Wagram) a fost un colonel francez, adversar al Revoluției, care și-a transferat serviciile în favoarea Monarhiei de Habsburg, iar în 1809 a murit pe câmpul de luptă de la Wagram în calitate de locotenent-feldmareșal austriac.
1. 1 2 3 4  Nordmann, Armand von (BLKÖ)[*] Verificați valoarea |titlelink= (ajutor)